# Epipremnum meeboldii
Epipremnum meeboldii és una espècie de planta amb flors del gènere Epipremnum i de la família de les aràcies (Araceae).

## Distribució i hàbitat
Epipremnum meeboldii és originària dels estats indis d'Assam i Manipur. És trepador i creix principalment al bioma tropical humit.

## Taxonomia
Epipremnum meeboldii va ser descrita per Kurt Krause i publicat a Botanische Jahrbücher für Systematik, Pflanzengeschichte und Pflanzengeographie 44(2–3, Beibl. 101): 13, a l'any 1910.
Etimologia
Epipremnum: nom genèric de dues paraules gregues ἐπί (damunt) i πρέμνον (soca).
meeboldii: epítet en honor del botànic i escriptor alemany Alfred Karl Meebold, que va viatjar a l'Índia tres vegades per investigar les plantes locals i l'ecologia.